# Vòi voi châu Âu
Vòi voi châu Âu hay hoa quỳ châu Âu, tên khoa học Heliotropium europaeum, là loài thực vật có hoa trong họ Mồ hôi. Loài này được L. miêu tả khoa học đầu tiên năm 1753.